# Isotta Fraschini Motori
Isotta Fraschini Motori S.p.A. è un'azienda del gruppo Fincantieri, con sede legale e stabilimento a Bari, che produce motori diesel per applicazioni sia marine sia industriali, nata nel 1955 come  Isotta Fraschini e Motori Breda, unificando il marchio "Isotta Fraschini Motori" con quello della "Breda Motori".

## Storia

### Origini
L'azienda è nata come ramo organico in seno alla Isotta Fraschini, un'industria automobilistica fondata nel 1900 a Milano, che sebbene fosse più nota per la produzione di automobili di lusso, sin dal 1911 produsse separatamente anche motori per impiego sia militare che sportivo; i motori Isotta Fraschini erano infatti utilizzati su aerei, dirigibili e MAS e nel corso della prima guerra mondiale l'azienda produsse anche camion e rimorchi per il trasporto delle truppe.

### Periodo tra le due guerre
Nel periodo tra le due guerre, l'azienda attraversò un momento difficile in seguito alla crisi del 1929, in quanto il suo maggior mercato era quello statunitense e nel 1932 entrò a far parte del Gruppo Caproni, con l'entrata in azienda dell'ingegner Giovanni Battista "Gianni" Caproni. Egli decise di cessare la produzione di uno dei modelli di automobili della linea, mentre per i nuovi modelli la produzione non venne avviata, e di aumentare quella dei motori diesel costruiti su licenza MAN, riconvertendo le catene di montaggio per la produzione di motori e veicoli industriali.
Nel 1933 i venticinque velivoli SIAI-Marchetti S.55X che presero parte alla Crociera aerea del Decennale, organizzata da Italo Balbo, per le celebrazioni del primo decennale della Regia Aeronautica, denominata anche "Crociera Nord Atlantica" o "crociera aerea Italia-America del Nord", svolta in occasione dell'esposizione universale che si tenne a Chicago tra il 1933 ed il 1934, erano tutti equipaggiati con motori Isotta Fraschini Asso 750. Invece i precedenti SIAI-Marchetti S.55 che dal 17 dicembre 1930 al 15 gennaio 1931, avevano preso parte alla Crociera aerea transatlantica Italia-Brasile, organizzata dallo stesso Generale Balbo, erano equipaggiati con motori 12 cilindri a V Fiat A.22R; la 'X' indicava che era una versione speciale del velivolo realizzata in occasione del decimo anniversario della Regia Aeronautica e il cui propulsore, un 18 cilindri a W, equipaggiava anche i Caproni Ca.111 e le prime versioni dei CANT Z.501. Oggi è possibile ammirarne ancora un esemplare conservato al Museo storico dell'Aeronautica Militare di Vigna di Valle.
Durante la seconda guerra mondiale l'Isotta Fraschini produsse autocarri e motori per aeroplani. La produzione di autocarri, carrozzati dalla Zagato, durò un decennio e tra questi il modello Isotta Fraschini D65 rimane forse il più noto.
L'azienda ha prodotto tra il 1938 e il 1947 anche vari modelli di filobus carrozzati Stanga e Caproni in servizio presso le aziende di trasporto UITE di Genova e STECAV di Como.
A partire dal 1938, l'azienda ha prodotto anche la mitragliera "Scotti-Isotta Fraschini mod. 41" un'arma progettata nel 1932 dalla Scotti, costruita in poche centinaia di esemplari e data in dotazione soprattutto alla Regia Aeronautica e alla Regia Marina ed utilizzata anche dal Regio Esercito su autocarri Alfa Romeo.

### Produzione aeronautica
Oltre al motore che equipaggiò i velivoli della trasvolata numerosi furono i velivoli che a partire dagli anni dieci vennero equipaggiati con propulsori Isotta Fraschini.
Per citarne solo alcuni:

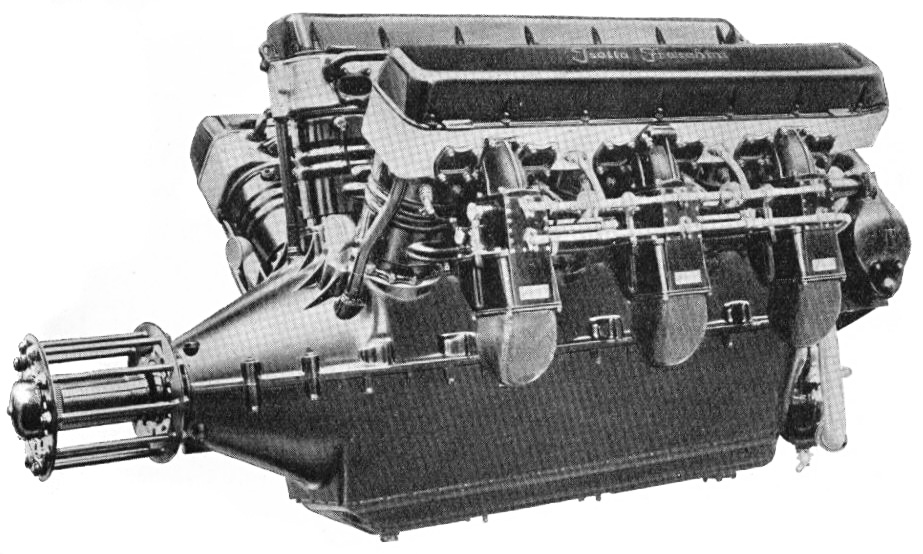
Il motore W18 Isotta Fraschini Asso 750

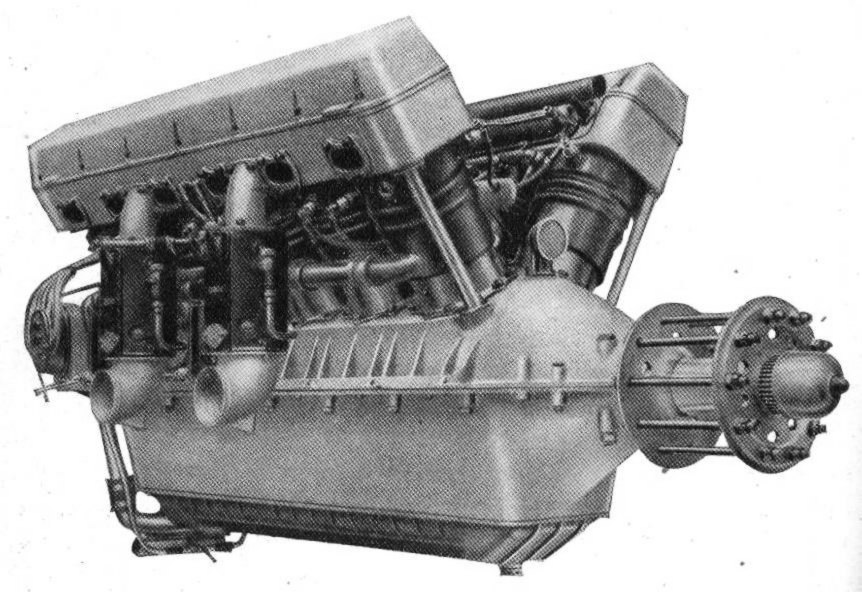
Il motore V12 Asso 500

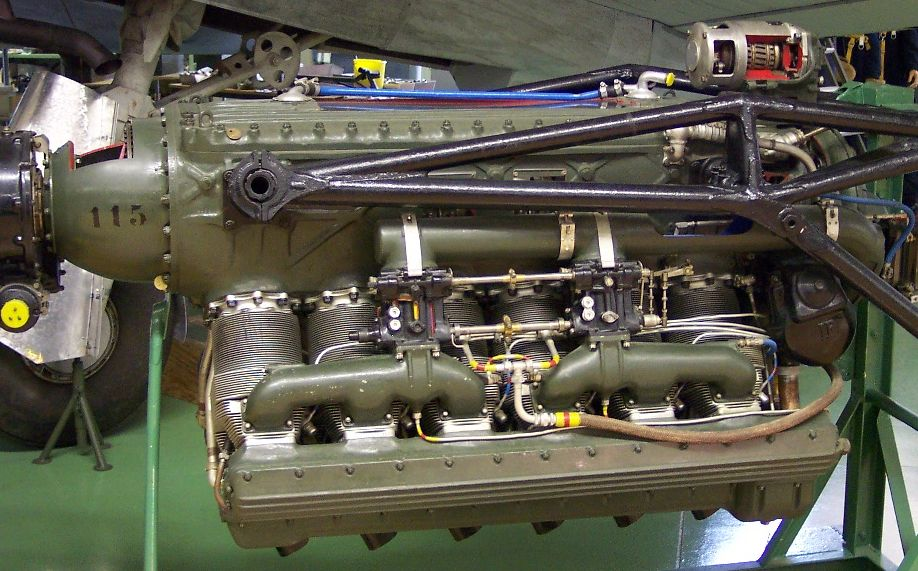
Il motore Isotta Fraschini Delta RC131 esposto presso il museo dell'aeronautica svedese (Flygvapenmuseum) di Linköping

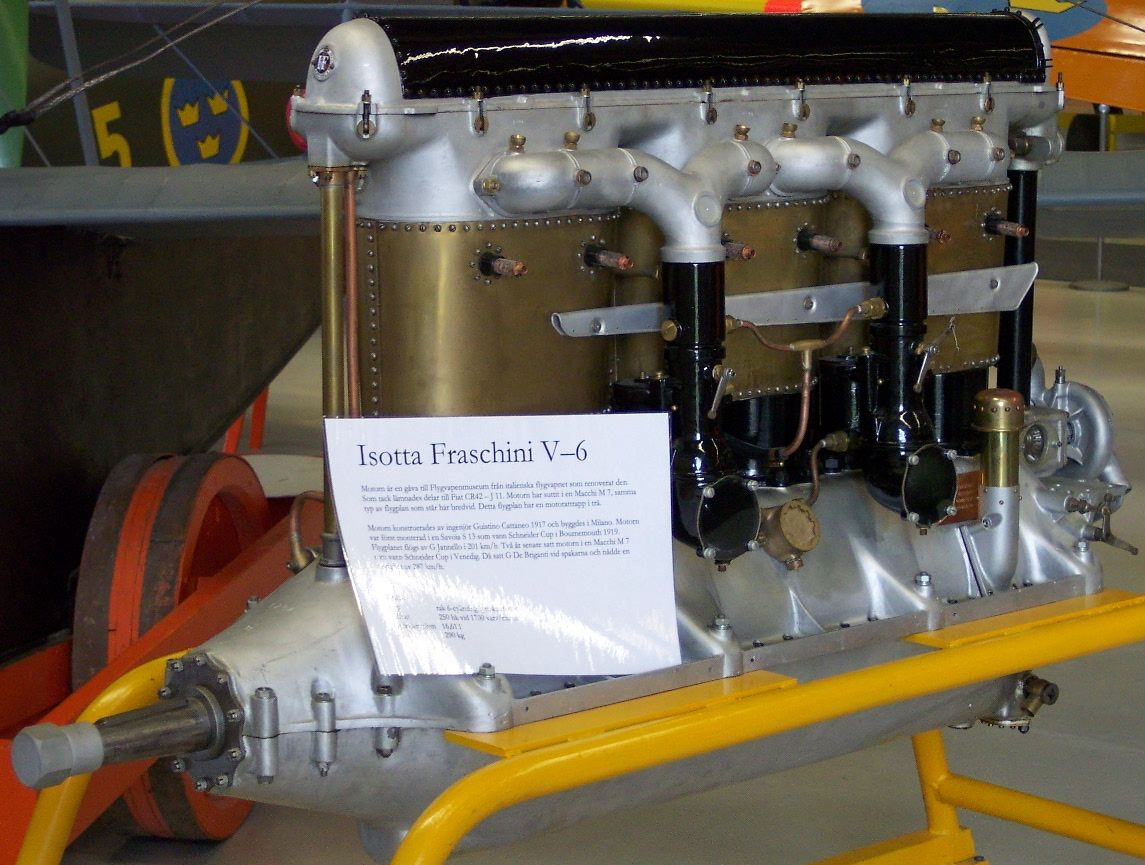
Il motore Isotta Fraschini V.6

- equipaggiati con motori Isotta Fraschini Asso 80 R:
  - Caproni Ca.100
- equipaggiati con motori Isotta Fraschini Asso 200:
  - Breda A.9
  - Breda Ba.25/Mezzo-Asso
  - CANT 7ter
  - CANT 18bis
  - Macchi M.7

- equipaggiati con motori Isotta Fraschini Asso 500:
  - Breda A.7
  - CANT 10 ter
  - Caproni Ca.73ter
- equipaggiati con motori Isotta Fraschini Asso 1000:
  - Caproni Ca.90
  - Caproni Ca.95
- equipaggiati con motori Isotta Fraschini Asso Caccia:
  - FIAT C.R.20 Asso
- equipaggiati con motori Isotta Fraschini Asso L.121:
  - Caproni Ca.165
  - Campini-Caproni C.C.2 (solo la parte a pistoni)
- equipaggiati con motori Isotta Fraschini Asso XI:
  - CANT Z.501
  - CANT Z.508
  - CANT Z.1007
  - Piaggio P.32
  - SAI Ambrosini S.S.4

- equipaggiati con motori Isotta Fraschini Delta:
  - SAI Ambrosini 107
  - SAI Ambrosini 207 (prototipo)
  - Caproni Ca.310
  - Caproni Ca.331
  - Henschel Hs 129 (prototipo)
  - Reggiane Re.2001 (prototipo)
- equipaggiati con motori Isotta Fraschini K.14:
  - Breda Ba.65 K.14
  - Breda Ba.75
  - Breda Ba.88 (solo nel prototipo)
- equipaggiati con motori Isotta Fraschini V.4:
  - CANT 7
  - Caproni Ca.3
  - Caproni Ca.30
  - Macchi L.2
  - SIAI S.8

- equipaggiati con motori Isotta Fraschini V.6:
  - Caproni Ca.45
  - CANT 7bis
  - CANT 12
  - CANT 18
  - Piaggio P.6bis

### La liquidazione
Al termine del conflitto l'azienda decise di rilanciare la produzione di automobili di lusso, realizzando un nuovo modello il Tipo 8C Monterosa, ma non trovando i finanziamenti per cominciarne la produzione in serie, dell'autovettura furono prodotti solo cinque esemplari.
Il 25 febbraio 1948 l'azienda fu messa in amministrazione controllata dal Fondo per il Finanziamento dell'Industria Meccanica, che era il principale creditore della Isotta Fraschini ed il 24 settembre 1949 fu nominato il liquidatore giudiziale. Nel corso del 1949 l'azienda stipulò con la brasiliana F.N.M. un accordo per costruire gli autocarri della Casa milanese, ma in seguito al fallimento dell'Isotta Fraschini l'industria brasiliana redasse nel 1952 un nuovo accordo con l'Alfa Romeo, tramite il quale la FNM acquistava la licenza per costruire gli autocarri della Casa del Biscione.

### La rinascita
Dopo alterne vicende nel 1955 il marchio "Isotta Fraschini Motori" venne unificato con quello della "Breda Motori" all'interno della Finanziaria Ernesto Breda SpA, la cui maggioranza societaria era controllata dal FIM, assumendo la nuova ragione sociale di "Fabbrica Automobili Isotta Fraschini e Motori Breda S.p.A.", trasferendo negli stabilimenti di Saronno anche la produzione di motori Breda, in precedenza dislocata presso le unità produttive al confine tra Milano e Sesto San Giovanni, includendo nella competenza gestionale della neo costituita società lo sviluppo di particolari prodotti ferrotranviari, tra cui trolley per tram e filobus.
Grazie al rapido incremento delle attività negli anni sessanta venne aperto un secondo stabilimento a Bari per la produzione di motori diesel.

### In Finmeccanica
Conclusosi un periodo florido, frutto di grandi innovazioni, gli anni ottanta portarono a un progressivo ridimensionamento delle varie branche della ex Breda SpA, a causa del dissesto finanziario dell'EFIM e l'azienda saronnese fu ceduta alla Finmeccanica, cambiando denominazione in "Isotta Fraschini Motori S.p.A.", con sede e direzione generale a Bari. In base all'ingresso dell'azienda in Finmeccanica fu varato un profondo piano di ristrutturazione della società e il sito produttivo di Saronno venne chiuso, trasferendo nello stabilimento di Bari parte della produzione che prima veniva fatta a Trieste nell'impianto Grandi Motori Trieste, società poi affidata a Fincantieri, che dalla fine degli anni novanta sarebbe stata ceduta alla finlandese Wärtsilä, assumendo la denominazione di Wärtsilä Italia.
Dal 1989, "Isotta Fraschini Motori S.p.A." è una società direttamente controllata da Fincantieri, specializzata nella fabbricazione di propulsori marini con potenza da 200 a 2.500 kW., nonché di motori amagnetici per cacciamine o dragamine, come le unità della Classe Lerici della Marina Militare Italiana. I motori dell'azienda hanno conquistato il mercato mondiale, riscuotendo successo nelle diverse Marine Militari, tra le quali la US Navy.
Nel settore dei Motori industriali l'azienda rivolge la sua produzione alle esigenze di mercato nel campo della trazione ferroviaria (si ricordano le D 343 serie 2000), e delle unità per la generazione di energia elettrica, fornendo una gamma di prodotti che va dai gruppi elettrogeni per centrali e servizi ausiliari di bordo, ai sistemi di continuità, ai gruppi di emergenza in automatico ed ai gruppi elettrogeni in parallelo. Per lungo tempo ha prodotto su licenza Wärtsilä i motori "Isotta Fraschini Sulzer S20", impiegati sia nelle applicazioni marine sia industriali.